# Romance gráfico
Romances gráficos em exposição.
Um romance gráfico (também se utiliza o termo inglês graphic novel)  é um tipo de banda desenhada publicada no formato de livro. Embora a palavra romance normalmente se refira a longas obras ficcionais, o termo romance gráfico é aplicado de maneira ampla e inclui obras de ficção, não-ficção e antologizadas. Distingue-se do termo revista de banda desenhada, que é geralmente usado para periódicos que publicam banda desenhada.
O termo é geralmente usado para referir-se a qualquer forma de banda desenhada de longa duração, ou seja, é o análogo na arte sequencial a uma prosa ou romance (algo semelhante aos light novels).
A definição de graphic novel foi popularizada por Will Eisner depois de aparecer na capa de sua obra A Contract with God (Um Contrato com Deus) publicada em 1978, um trabalho maduro e complexo, focado na vida de pessoas ordinárias no mundo real. O selo de graphic novel foi colocado na intenção de distingui-lo do formato de banda desenhada tradicional. Eisner citou como inspiração os livros de Lynd Ward, que produzia romances completos em xilogravura. O sucesso comercial de Um Contrato com Deus ajudou a estabilizar o termo graphic novel, e muitas fontes creditam erroneamente Eisner a ser o primeiro a usá-lo, de fato, foi Richard Kile quem originalmente usou o termo em um ensaio publicado no fanzine Capa-Alpha em 1964.
O significado original do termo era aplicado para histórias fechadas, nos últimos anos o termo tem sido usado como sinônimo de trade paperback, as edições encadernadas em formato de livros de história pré-publicadas em revistas..

## História

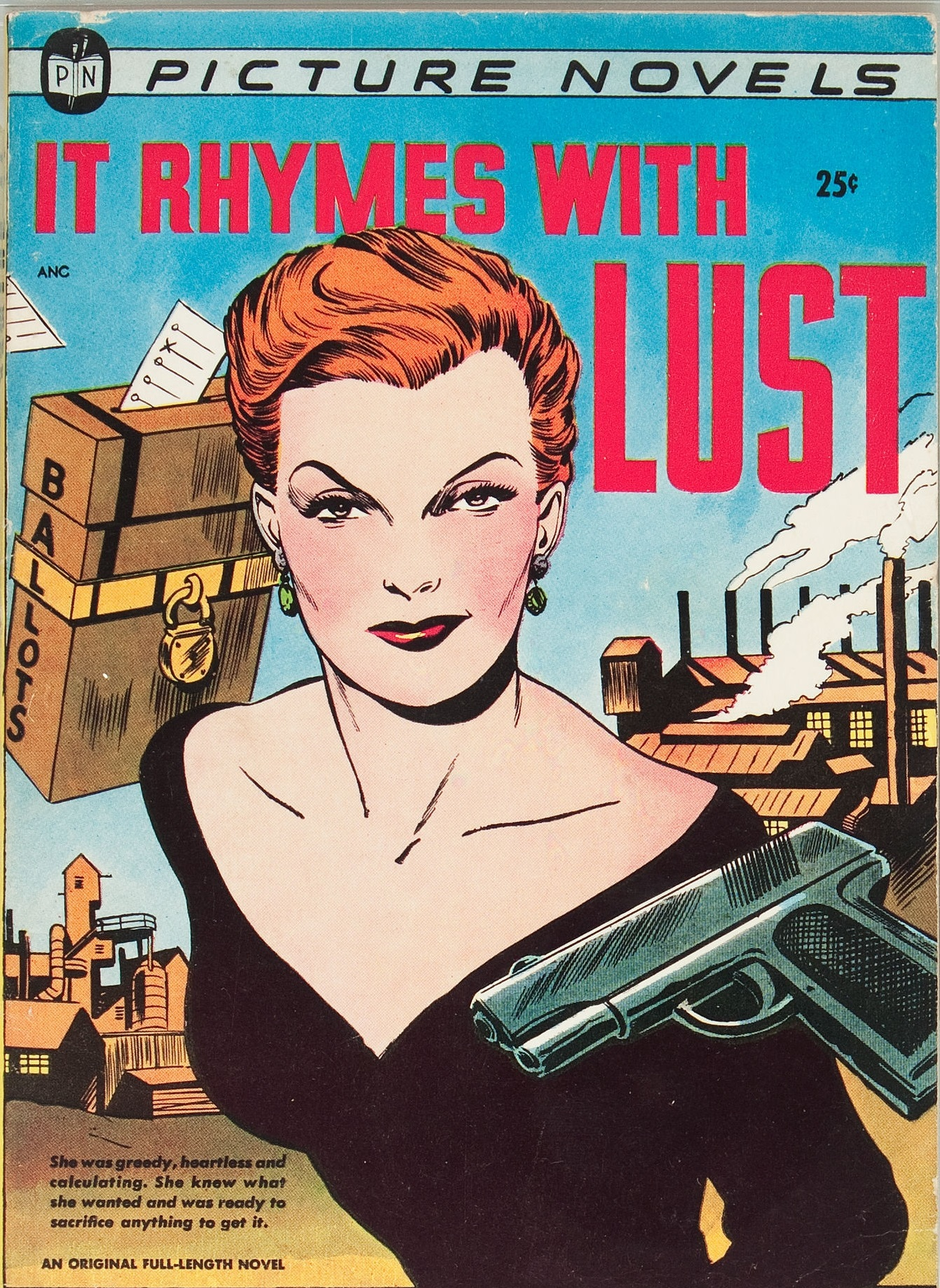
Capa de It Rhymes with Lust, arte de Matt Baker e Ray Osrin, St. John Publications, 1950.

Como a definição exata do romance gráfico é discutível, as origens da própria forma de arte estão abertas à interpretação. Les Amours de monsieur Vieux Bois é o mais conhecido exemplo de banda desenhada utilizada para esse fim. Publicada em 1828 pelo caricaturista suíço Rodolphe Töpffer. Em 1894, Caran d'Ache abordou a ideia de um romance elaborado em uma carta ao jornal Le Figaro e começou a trabalhar em um livro sem palavras de 360 páginas (nunca publicado).
A década de 1940 viu o lançamento de Classics Illustrated, uma série de banda desenhada que adaptou romances de domínio público em edições independentes para jovens leitores. Citizen 13660, um romance ilustrado e recontado do internamento de japoneses durante a Segunda Guerra Mundial, foi publicado em 1946. Em 1947, a Fawcett Comics publicou Comics Novel #1: Anarcho, Dictator of Death, uma história em quadrinhos de 52 páginas dedicada a uma única história. Em 1946, a editora italiana, a Editore Ventura publica uma coleção de banda desenhada que traziam as seguintes frases romanzo completo (romance completo) e  interamente illustrato a quadretti (inteiramente ilustrado em quadrados), a Editore Ventura usou a expressão não oficial Picture Novel na capa da revista bilíngue italiano-inglesa de banda desenhada Per voi! For you!. Em 1948, a editora espanhola  Ediciones Reguera lançou uma coleção de adaptações de obras literárias chamada La novela gráfica. O anúncio da coleção dizia

Novela Gráfica lhes apresentará os melhores romances da literatura mundial por meio de desenhos explicativos. Cada edição conterá o enredo completo de um romance de amor, aventura, paixão ou intriga, sempre voltado para o público adulto. Serão lançadas duas edições por mês.
Em a 1950, St. John Publications publicou em formato digest a história adulta It Rhymes with Lust, com notável influência de filme noir estrelado por uma mulher ruiva manipuladora chamada Rust. Anunciada como um romance de longa-metragem original em sua capa, uma revista de 128 páginas em formato digest pelo escritor Drake Waller (na verdade escrito pela dupla Arnold Drake e Leslie Waller), e ilustrada por Matt Baker e arte-finalizada por Ray Osrin fez sucesso suficiente para levar a uma segunda publicação, The Case of the Winking Buddha pelo romancista pulp Manning Lee Stokes e ilustrador por Charles Raab. Em 1970, a editora brasileira Taíka publica O Filho de Satã, escrita por Rubens Francisco Lucchetti e ilustrada por Nico Rosso.
Nos Estados Unidos, o termo inglês graphic-novel surgiu nos anos 1960, junto com outros termos como comic novel, graphic album, novel-in-pictures e visual novel.  As primeiras aparições conhecidas do termo nos Estados Unidos são as seguintes:
- Novembro de 1964: Richard Kyle usa-o em ensaio publicado no fanzine CAPA-ALPHA nº2,[5] um boletim publicado pela Comic Amateur Press Alliance, novamente em um artigo na revista Fantasy Illustrated #5 de 1966, de Bill Spicer.[24]
- 1976:
  - Na capa de Bloodstar de Richard Corben, que adaptou uma história de Robert E. Howard;[25]
  - Na contracapa da compilação de Beyond Time and Again de George Metzger,[24] publicado originalmente em série entre 1967 e 1972, e
  - No prólogo de Chandler: Red Tide, de Jim Steranko, embora, na verdade, fosse mais como uma prosa ilustrada.[25]
- 1978: Na capa da versão de capa mole (mas não na versão em capa dura) de A Contract with God, de Will Eisner. De acordo com Eisner, ele foi inspirado a criar o termo em um romances sem palavras publicado na década de 1930 por Lynd Ward.[3][26] sucesso de vendas e crítica da obra populariza, em qualquer caso, o uso e a invenção do termo, é atribuído a Eisner.

Em 1982, o termo era tão popular que a editora Marvel Comics publicou  Marvel Graphic Novel , a primeira questão seria  A morte do Capitão Marvel  de Jim Starlin .
Destacam-se também as adaptações dos romances Tarzan of the Apes e Jungle Tales of Tarzan por Burne Hogarth publicadas em formato de livro pela editora Watson-Guptill publicadas em 1972 e 1976, respectivamente.
Outros trabalhos similares que antecederam o surgimento do termo foram os álbuns franco-belgas Tintin, Asterix e Spirou, bastante populares desde a década de 1960., o termo álbum é usado como sinônimo pela mídia especializada, tanto para graphic novel, quanto para trade paperback. No Japão, também existem formatos de edições encadernadas, sendo o tankōbon o mais utilizado.
Na década de 1980, três editoras franceses tinham coleções nas quais a palavra romans (romance) era aplicada a banda desenhada. Romans BD, de Flammarion, foi distinguido dos álbuns clássicos por seu tamanho menor; Roman graphique, da Les Humanoïdes Associés, agrupou todos os títulos que não faziam parte de uma série; enquanto no lado de Romans (À Suivre), da Casterman - uma coleção inspirada em Corto Maltese - Una ballata del mare salato, de Hugo Pratt, as histórias se distinguiam, sobretudo, pela sua extensão incomum. Três coleções e três conceitos diferentes.
Este termo, juntamente com outros, como Nouvelle Bande Dessinée, designa uma grande parte das obras produzidas pelos editores independentes que surgiram a partir dos anos 1990 como L'Association ou Éditions Cornélius, bem como os trabalhos publicados por editoras comerciais em imitação do primeiro.
Na década de 2000, nenhuma coleção seria colocada diretamente sob o novo termo, o termo romance gráfico seria imposto enquanto categoria genérica.

## Trajetória e desenvolvimento

### Primeiro boom
Em 1983, o especialista Javier Coma estudou em um de seus artigos; a evolução do romance gráfico através dos seguintes trabalhos:
- His Name is... Savage (Adventure House Press, 1968), e
- Blackmark (Bantam Books, 1971), ambas de Gil Kane;
- Tarzán of the Apes (Watson Guptill, 1972) de Burne Hogarth;
- The First Kingdom (1974-86) de Jack Katz;
- Jungle Tales of Tarzan (1976), também de Burne Hogarth;
- Schlomo Raven (1976) de Tom Sutton;
- Starfawn (1976) de Stephen Fabian;
- As citadas Bloodstar de Richard Corben e
- Chandler: Marea Roja de Jim Steranko (1976);
- Empire (1978), de Howard Chaykin;
- The Silver Surfer (1978), de Stan Lee/Jack Kirby;
- 'A Contract with God (1978) de Will Eisner;
- Sabre (1978) de Don McGregor/Paul Gulacy,
- The Stars My Destination (1979) de Howard Chaykin;
- Live in another planet (1979-80), de Will Eisner;
- Swords of Heaven, Flowers of Hell (1980) de Howard Chaykin;
- Metamorphosis Odyssey (1980) de Jim Starlin;
- Almuric (1980) de Roy Thomas/Tim Conrad, (adaptações de um romance de Robert E. Howard) e
- Comanche Moon (1979) e
- Los Tejanos (1982), ambas de Jaxson.

No entanto, as obras que iniciaram o primeiro boom dos romances gráficos, já nos anos 80, foram publicadas em série: Maus (1980), uma biografia de um sobrevivente do Holocausto por Art Spiegelman que ganhou o Prêmio Pulitzer em 1992. ; bandas desenhadas de super-heróis The Dark Knight Returns de Frank Miller e Watchmen de Alan Moore e Dave Gibbons, ambos editados pela DC Comics em 1986.

## Segundo boom

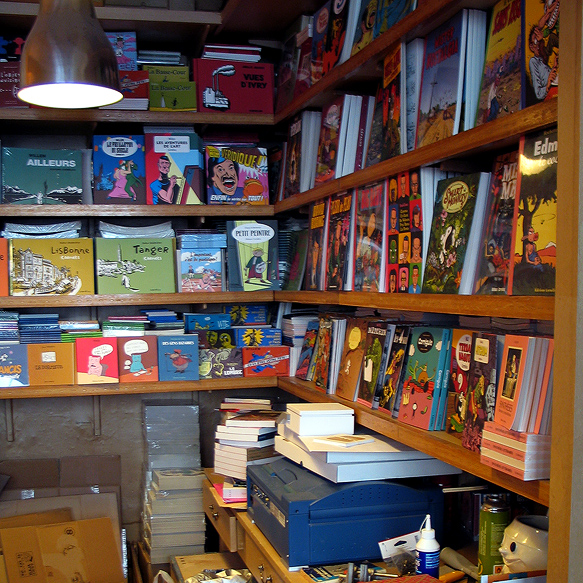
Romances gráficos organizados para venda em uma livraria especializada.

No início do novo século, há um segundo boom dos romances gráficos, endossado por editoras não convencionais e que inclui trabalhos de novos autores norte-americanos, como Chris Ware, Daniel Clowes, Seth e Craig Thompson, 20 e francófonos, como canadenses (Pyongyang, de Guy Delisle, 2004), franceses (L'Ascension du haut mal de David B., 1996 e Persepolis de Marjane Satrapi, 2000) e suíços (Pílulas azuis de Frederik Peeters, 2001).
Vários fatores levaram a esse segundo boom:
- A extensão das livrarias especializadas (gibitecas) e a entrada das bandas desenhadas em livrarias tradicionais e grandes lojas, em detrimento da banca de jornal.
- A impossibilidade dos autores de banda desenhada serem considerados grandes artistas visuais, dada sua inadequação aos mecanismos económicos e à promoção da instituição de arte, o que os teria levado a buscar reconhecimento no campo literário.[37]
- A influência do manga, que ajudou os autores ocidentais a perder o medo de histórias prolixas.
- O aperfeiçoamento tecnológico, que permite romper o monopólio dos álbuns europeus de 48 a 64 páginas, como consequência das restrições de papel derivadas da Segunda Guerra Mundial.[38]

Este formato de livro permitiria isso, e nas palavras de Paco Roca:
| “ | muito mais páginas, uma narrativa diferente e uma maior capacidade de diferentes temas e abordagens gráficas. | ” |

## Movimento artístico
Eddie Campbell lançou um manifesto em 2004 para efetivar o fato de que uma graphic novel é mais o produto de um artista, e que o termo seria melhor empregado para descrever um movimento artístico. Eis o texto completo, traduzido para português:
| “ | Há tanta discordância – entre nós – e mal-entendidos – no grande público – em torno do "romance gráfico", que já é tempo de assentarmos uns quantos princípios. 1. "Romance gráfico" é um termo desagradável, mas utilizá-lo-emos seja como for, para compreendermos que gráfico não tem nada a ver com design gráfico e que romance não tem nada a ver com os romances (tal como "Impressionismo" não é um termo verdadeiramente aplicável pois foi utilizado em primeiro lugar como um insulto, e depois adoptado a modo de provocação). 2. Como não nos estamos a referir de maneira alguma ao tradicional romance literário, não defendemos que o romance gráfico deva ter as mesmas dimensões nem o mesmo peso físico. Assim, termos suplementares como "novela" ou "conto", etc., não serão aqui empregues, e só servem para confundir os públicos em relação ao nosso fito (ver abaixo), levando-os a pensar que é nossa intenção criar uma versão ilustrada de um determinado nível de literatura, quando na verdade temos bem melhor para fazer, a saber, estamos a criar uma arte completamente nova que não será limitada pelas regras arbitrárias de uma outra velha arte. 3. O "Romance gráfico" representa mais um movimento do que uma forma. Por isso podemos falar de "antecedentes" do romance gráfico, como os livros de xilogravuras de Lynd Ward. Porém, não nos interessa utilizar o termo retrospectivamente. 4. Apesar do romancista gráfico considerar os seus vários antecedentes génios e profetas, sem o trabalho dos quais não poderia ter criado o seu próprio trabalho, não deseja colocar-se permanentemente à sombra do Rake’s Progress de William Hogarth sempre que ganha algum grama de publicidade, quer para si quer para a sua arte em geral. 5. Uma vez que o termo se refere a um movimento, a um evento contínuo, mais do que a uma forma, não há nada a ganhar com uma sua definição ou "medição". O conceito tem cerca de trinta anos, apesar de tanto este como o nome terem sido utilizados casualmente desde uns dez anos antes. Uma vez que se encontra ainda em crescimento, é bem possível que se tenha alterado totalmente por este mesmo período do ano que vem. 6. O fito do romancista gráfico é pegar na forma da revista de banda desenhada [comic book], que agora apenas nos envergonha, e elevá-la a um nível mais ambicioso e mais significativo. Isto implica normalmente aumentar-lhe o tamanho, mas devemos acautelar-nos para não entrar em disputas sobre quais são os tamanhos aceitáveis. Se um qualquer artista apresentar uma colecção de pequenos contos como o seu novo romance gráfico (tal qual Will Eisner fez com A contract with God, por exemplo), não devemos entrar em picuínhices. Devemos apenas examinar se esse romance gráfico é uma boa ou uma má série de histórias. Se o artista ou a artista utilizar personagens que apareceram noutro sítio, como a presença de Jimmy Corrigan (Chris Ware) em títulos que não o principal, ou as de Gilbert Hernandez, etc., ou até mesmo outras personagens que não desejamos que façam parte da nossa "sociedade secreta", não os desconsideraremos por essa simples razão. Se o seu livro já não se parecer de modo algum com banda desenhada, também não entraremos em picardias. Basta que nos perguntemos se esse trabalho aumenta ou não a totalidade do conhecimento humano. 7. O termo romance gráfico não será empregue como indicativo de um formato comercial (tal como os termos "brochado" e "cartonado"). Poderá tratar-se de um manuscrito inédito ou apresentado em episódios ou partes. O mais importante é o intuito, mesmo que este surja após a publicação original. 8. Os temas dos romancistas gráficos são toda a existência, inclusive as suas próprias vidas. Os artistas desprezam os "géneros" e todos os seus clichés horrorosos, apesar de conservarem uma perspectiva alargada. Ressentem particularmente a noção, ainda prevalecente em muitos sítios, e não sem razão, de que a banda desenhada é um subgénero da ficção científica ou da fantasia heróica. 9. Os romancistas gráficos jamais pensariam em empregar o termo romance gráfico quando se encontram entre os seus pares. Referir-se-iam mais normalmente ao seu "último livro" ou o seu "trabalho em curso", ou "a mesma treta de sempre", ou até mesmo "banda desenhada", etc. O termo deve ser empregue como uma insígnia ou uma bandeira velha que se vai buscar ao ouvir o apelo de batalha, ou quando se o tartamudeia ao perguntarmos pela localização de uma certa secção de uma livraria que não conhecemos. Os editores poderão utilizá-lo às vezes que assim entenderem, até que signifique ainda menos do que o nada que já significa. Mais, os romancistas gráficos têm bem a noção de que a próxima geração de artistas de banda desenhada escolherão formas o mais pequenas possível e que farão pouco da sua arrogância. 10. Os romancistas gráficos reservam o seu direito a retratar-se de todas as alíneas anteriores, se isso os ajudar a vender mais. | ” |

## Críticas
Os termo graphic novel e romance gráfico são muito usado por editores e jornalistas, mas encontrou resistência entre autores e teóricos:
Alguns dos representantes considerados do movimento chegam a buscar termos alternativos para designar suas obras: Comic strip-novel (Daniel Clowes), comic-strip biography (Chester Brown), picture novella (Seth), illustrated novel (Craig Thompson) o graphic memoir (David Heatley).
Alguns teóricos consideram o romance gráfico indistinguível do álbum tradicional. Outros, como o já mencionado Juan Antonio Ramírez, partem da princípio de que a banda desenhada tem sido e é uma grande arte que não precisa se engajar em outras modalidades criativas, alcançar maturidade expressiva, emoção e qualidade. Deve-se notar que na França, as bandas desenhadas tradicionalmente gozam de maior respeito e reconhecimento do que em outros países ocidentais, como declara Alejandro Jodorowsky.
Freqüentemente, a consideração de uma história como romance gráfico se deve a motivos comerciais ou de prestígio, deixando essa atribuição como algo muito subjetivo.

## Exemplos notáveis
- Os 300 de Esparta, por Frank Miller
- A Arte Suprema, por Rui Zink e António Jorge Gonçalves
- Bone, por Jeff Smith
- Um Contrato com Deus, por Will Eisner
- The Crow, por James O'Barr
- The Dark Knight Returns, por Frank Miller e Lynn Varley
- From Hell, por Alan Moore e Eddie Campbell
- Ghost in the Shell, por Masamune Shirow
- Maus, por Art Spiegelman
- A Saga do Tio Patinhas por Don Rosa
- Sin City, por Frank Miller
- Livros da Magia, por Neil Gaiman
- Lost At Sea, por Bryan Lee O'Malley
- Preacher, por Garth Ennis
- Ronin, por Frank Miller
- Sandman, por Neil Gaiman
- Scott Pilgrim, por Bryan Lee O'Malley
- Seconds, por Bryan Lee O'Malley
- V for Vendetta, por Alan Moore e David Lloyd
- Watchmen, por Alan Moore e Dave Gibbons

### Galeria

O smiley ensanguentado de Watchmen.
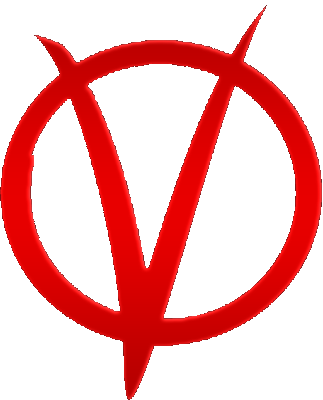
O símbolo de V for Vendetta (1982).
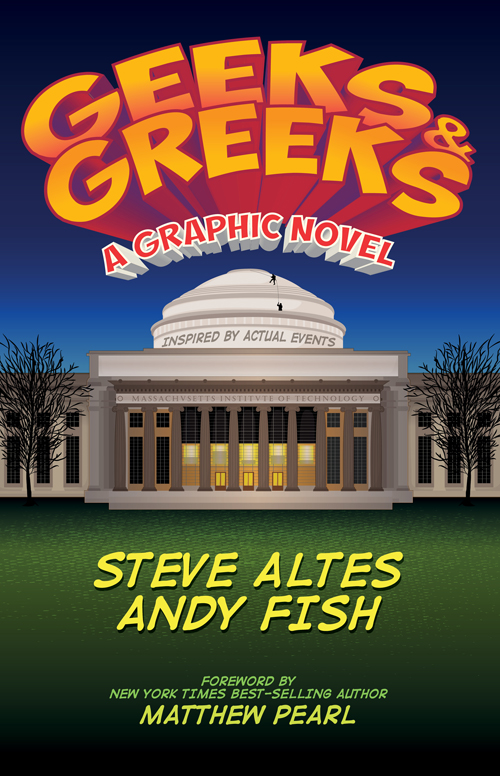
Geeks & Greeks, (2016) de Steve Altes.
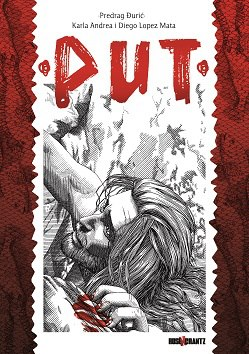
Put (O Caminho) de Carla Andrea López Mata, Diego López Mata e Predrag Đurić, (2013).